# プードルズ
プードルズ（The Poodles）は、スウェーデンで2005年に結成されたハードロック・バンドである。ヒット曲「ナイト・オブ・パッション (The Night Of Passion)」を収録した『メタル・ウィル・スタンド・トール』をはじめとして2018年の『プリズマ』まで7枚のアルバムをリリースしている。

## 来歴
2005年秋フロントマンのヤコブ・サミュエルを中心に、ポンタス・ノルグレン、”キッケン”ことクリスチャン・ルドクヴィスト、ポンタス・エグバーグの4人のメンバー構成によりスウェーデンでデビュー。結成後わずか6ヶ月後の2006年ユーロビジョン・ソング・コンテストのスウェーデン予選に「ナイト・オブ・パッション (The Night Of Passion)」でエントリーし、ファイナリスト10組に入り一躍脚光を浴び、多くのファンを獲得する。結果、同曲は国内チャートで2位を獲得し、同年5月に発売されたアルバム『メタル・ウィル・スタンド・トール』も国内チャートで4位を、更に同年度のベスト・デビューアルバム部門において大賞を獲得する。同年中にスウェーデン国内で100以上のライブ公演を行う。2007年1月には『メタル・ウィル・スタンド・トール』がヨーロッパで発売され、これに伴い、ハンマーフォール、クロッカス (Krokus)と共にヨーロッパ全土を周り、35日間で18カ国31公演のライブを行った。
2007年9月にはセカンド・アルバム『スウィート・トレード』をスウェーデン、ヨーロッパ全土、ロシア、日本でリリース。このアルバムに収録されたシングル「ストリート・オブ・ファイア」はこの時点で最高のヒットとなり、また俳優のピーター・ストーメア (Peter Stormare)との共作であるシングル「セブン・シーズ (Seven Seas)」も話題を呼んだ。同年、スイスのバンドであるゴッドハードと共にツアーに出、ソールドアウトとなった17公演を含むヨーロッパ全土を回る。結成後わずか2年半にしてライブ会場も大きくなっていた。
2008年春、彼らはイー・タイプとの共作「ライン・オブ・ファイア (Line of Fire)」で2度目のユーロビジョンへ参加。その後、北京オリンピックのスウェーデン公式テーマソングの制作を依頼され、「レイズ・ザ・バナー (Raise the Banner)」を7月15日に発表する。この曲は2008年8月の国内チャートで1位を獲得した。この2曲を収録したアルバム『スウィート・トレード』は同年、再リリースされている。
同年5月にギタリストのポンタス・ノルグレンが脱退、6月に後任としてヘンリック・ベルクヴィストが加入する。ヘンリックを加えた新編成で「スウェーデン・ロック・フェスティバル (Sweden Rock Festival)」に出演、約1万人の観客を前に初公演を務めた。
2009年5月、プロデューサーにマッツ・ヴァレンティン (Matz Valentin)を、ミキサーにマイク・フレーザー (Mike Fraser)を迎えに3枚目となるアルバム『クラッシュ・オブ・ジ・エレメンツ』をリリース。本国のナショナル・チャートで初登場5位を記録する。シングルカットされた「ワン・アウト・オブ・テン (One Out Of Ten)」と「アイ・ルール・ザ・ナイト (I Rule the Night)」はどちらもチャートでトップ10にランクインする。
2010年にはフロンティアーズ・レコードと契約を結び、初のライブDVD『In The Flesh』とライブ・アルバム『No Quarter』を同時にリリースする。2011年、前作に引き続き、プロデューサーにマッツ・ヴァレンティン (Matz Valentin)を、ミキサーにはトビアス・リンデル (Tobias Lindell)を迎えアルバム『パフォーモクラシー』をリリースし、このアルバムがついに国内チャートで1位となる。最初にシングルカットされた「カッツ・ライク・ア・ナイフ (Cuts like a knife)」は『In The Flesh』のプロデューサーも務めたスティーブ・ラビック (Steve Ravic)によりビデオが制作された。同年は本国を中心にヨーロッパ公演を40回以上行っている。2012年の秋からタイトルを設定さずにレコーディングが開始されたアルバム『ツアー・デ・フォース』は2013年5月に発売され、国内チャートでトップを獲得した。
2018年、バンドは解散した。

## メンバー

### 最終ラインナップ
- ヤコブ・サミュエル (Jakob Samuel) - リードボーカル (2005年-2018年)
- クリスチャン・ルンドクヴィスト (Christian "Kicken" Lundqvist) - ドラムス (2005年-2018年)
- ヘンリック・ベリクヴィスト (Henrik Bergqvist) - ギター (2008年-2018年)
- ジャメイン・レス (Germain Leth) - ベース (2017年-2018年)

### 旧メンバー
- ポンタス・ノルグレン (Pontus Norgren) - ギター (2005年-2008年) ※現ハンマーフォール
- ポンタス・エグベリ (Pontus Egberg) - ベース (2005年-2015年)
- ヨハン・フロッドクヴィスト (Johan Flodquvist) - ベース (2015年-2016年)
- Emil Lindroth - キーボード、ボーカル
- Kristian Hermansson - ボーカル

## ディスコグラフィ

### スタジオ・アルバム
- 『メタル・ウィル・スタンド・トール』 - Metal Will Stand Tall (2006年)
- 『スウィート・トレード』 - Sweet Trade (2007年)
- 『クラッシュ・オブ・ジ・エレメンツ』 - Crash of the Elements (2009年)
- 『パフォーモクラシー』 - Performocracy (2011年)
- 『ツアー・デ・フォース』 - Tour De Force (2013年)
- 『デヴィル・イン・ザ・ディテールズ』 - Devil in the Details (2015年)
- 『プリズマ』 - Prisma (2018年)

### ライブ・アルバム
- No Quarter (2010年)

### ライブDVD
- In The Flesh (2010年)